# 新市镇 (渠县)
新市镇，原为新市乡，是中华人民共和国四川省达州市渠县下辖的一个乡镇级行政单位。2019年12月，撤销宋家乡，将其所属行政区域划归新市镇管辖。

## 行政区划
新市镇下辖以下地区：
新市社区、三堡村、方井村、飞燕村、三拱村、五通村和白云村。